# Раса хижаків
«Раса хижаків» (пол. Rasa drapieżców) — збірник фейлетонів Станіслава Лема, які публікувались з 2004 по 2006 роки в польському католицькому журналі «Tygodnik Powszechny» («Універсальний тижневик») в постійній рубриці «Світ за Лемом» («Świat według Lema»). Є продовженням збірників фейлетонів для того ж журналу «Lube czasy» (1995), «Dziury w całym» (1997), «Krótkie zwarcia» (2004). Укладач і редактор — Томаш Фіалковський.
У фейлетонах письменник зачіпає такі теми, як Війна в Іраку, «Помаранчева революція» в Україні, вибори в Німеччині і Польщі, стихійні лиха… Фейлетони містять огляд сучасної літератури, науки, культури, аналіз проблем сучасності, історичні алюзії та прогнози на майбутнє…